# ۱۱۴۳ (قمری)
۱۱۴۳ (قمری)، هزار و صد و چهل و سومین سال در گاهشماری هجری قمری است. اول محرم این سال برابر با هفدهم ژوئیه سال ۱۷۳۰ میلادی است.

## وابسته
- بم